# Hermann-Abendroth-Straße

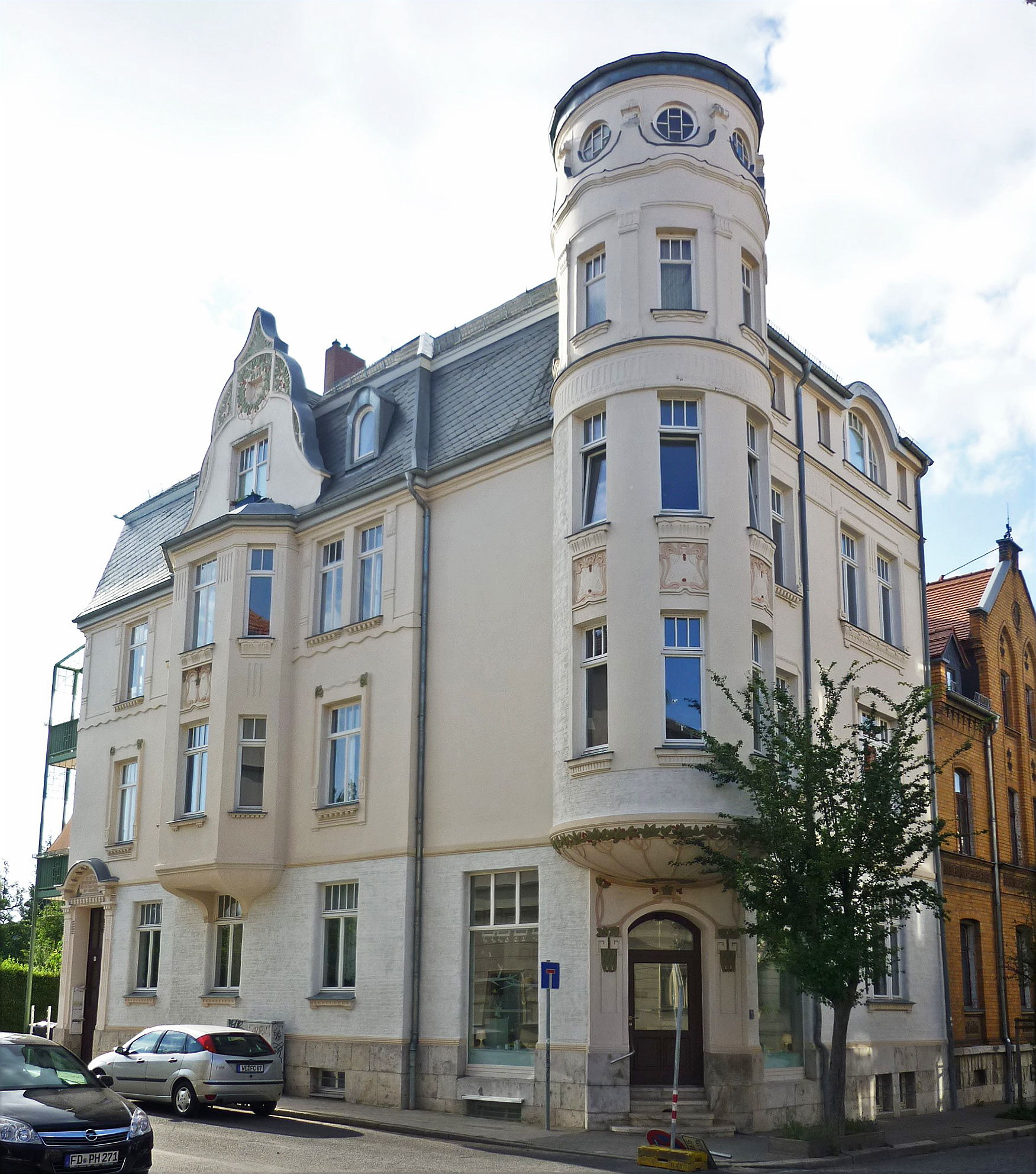
Washingtonstraße 30/Ecke Hermann-Abendroth-Straße

Die Hermann-Abendroth-Straße befindet sich in Weimar und wurde am 16. Dezember 1959 nach dem Dirigenten Hermann Abendroth benannt. Sie verläuft in der Weimarer Westvorstadt parallel zur Thomas-Mann-Straße von der Richard-Strauss-Straße in westliche Richtung und reicht bis zur Brucknerstraße. Einem Stadtplan von 1915 zufolge hieß sie früher Rückoldtstraße.
Die Hermann-Abendroth-Straße war Schauplatz des 9. Tatort-Drehs in Weimar. Die Wohnhäuser und überwiegend Ziegelsteinbauten sind typisch für die Bebauungszeit der Gründerzeit. Markant ist auch der Eckturm an der Ecke zur Washingtonstraße 30.
Die gesamte Hermann-Abendroth-Straße steht auf der Liste der Kulturdenkmale in Weimar (Sachgesamtheiten und Ensembles).